# Srbská Kamenice
Srbská Kamenice (in tedesco Windisch Kamnitz) è un comune della Repubblica Ceca facente parte del distretto di Děčín, nella regione di Ústí nad Labem.

## Storia
La prima menzione scritta di Srbská Kamenice risale al 1352. Fu fondata all'inizio dell'XI secolo dai Sorbi, rifugiati dal Sacro Romano Impero dopo una campagna militare di Enrico II.
Il nome di questa località è legato ad un fatto di cronaca avvenuto il 26 gennaio 1972: Un DC9 di linea, operante come Volo JAT 367 della Jugoslavia in servizio sulla tratta Copenaghen - Belgrado, esplose in volo per la deflagrazione di un ordigno a bordo, mentre si trovava a 10.160 metri di altezza. Nella zona circostante Srbská Kamenice caddero numerosi rottami del velivolo, tra cui parte della carlinga, dove restò il corpo dell'unica sopravvissuta delle 28 persone a bordo: la hostess Vesna Vulović.